# Halesus (owad)
Halesus (polska nazwa: krążlaczek) – rodzaj owada z rzędu chruścików (Trichoptera) z rodziny bagiennikowatych (Limnephilidae).

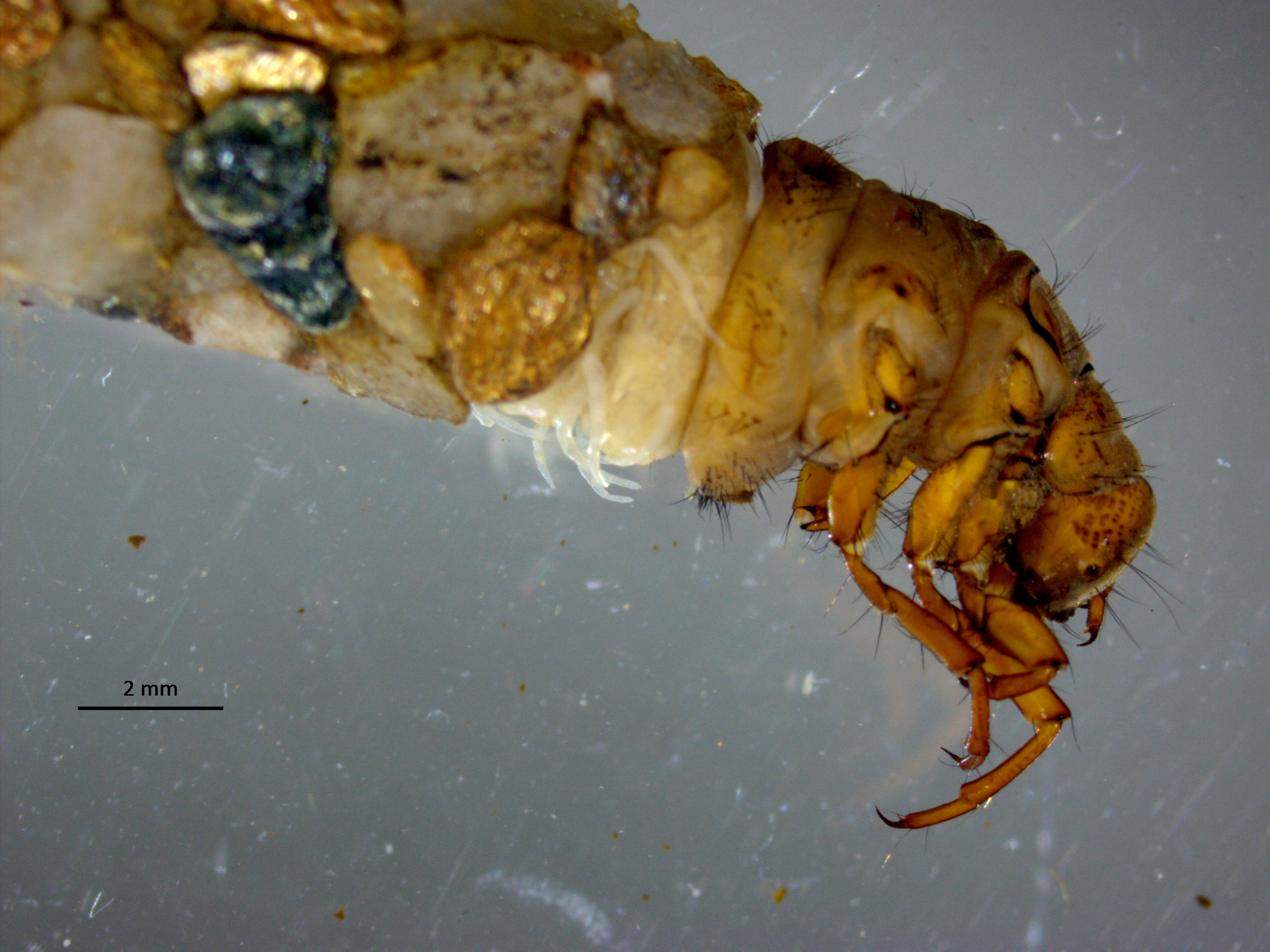
Larwa Halesus digitatus

Larwy mają skrzelotchawki zbudowane z jednej gałęzi (nitki), larwy budują przenośne, rurkowate domki z fragmentów detrytusu, butwiejących liści, czasem dodają ziarenka piasku oraz fragmenty muszli mięczaków, często do domku przytwierdzony jest jeden lub dwa wystające patyczki (najczęściej pojedyncza szpilka drzewa iglastego). Są stosunkowo duże, długość larwy dochodzi do 2,5 cm. Wyglądem zewnętrznym przypominają larwy Potamophylax, Allogamus, Micropterna i Stenophylax. Domki podobne są do domków larw z rodzaju Anabolia. Larwy zasiedlają duże strumienie (rhitral) i przede wszystkim rzeki (potamal). Sporadycznie spotykane są w jeziorach mezotroficznych i oligotroficznych, zwłaszcza górskich. 
Imagines ubarwione są w odcieniach jasnego brązu i miodowego, spotykane w pobliżu rzek, siadają na pniach drzew. 
W Polsce występują 4 gatunki:
- Halesus digitatus
- Halesus radiatus
- Halesus rubricollis
- Halesus tesselatus